# Delta del Llobregat

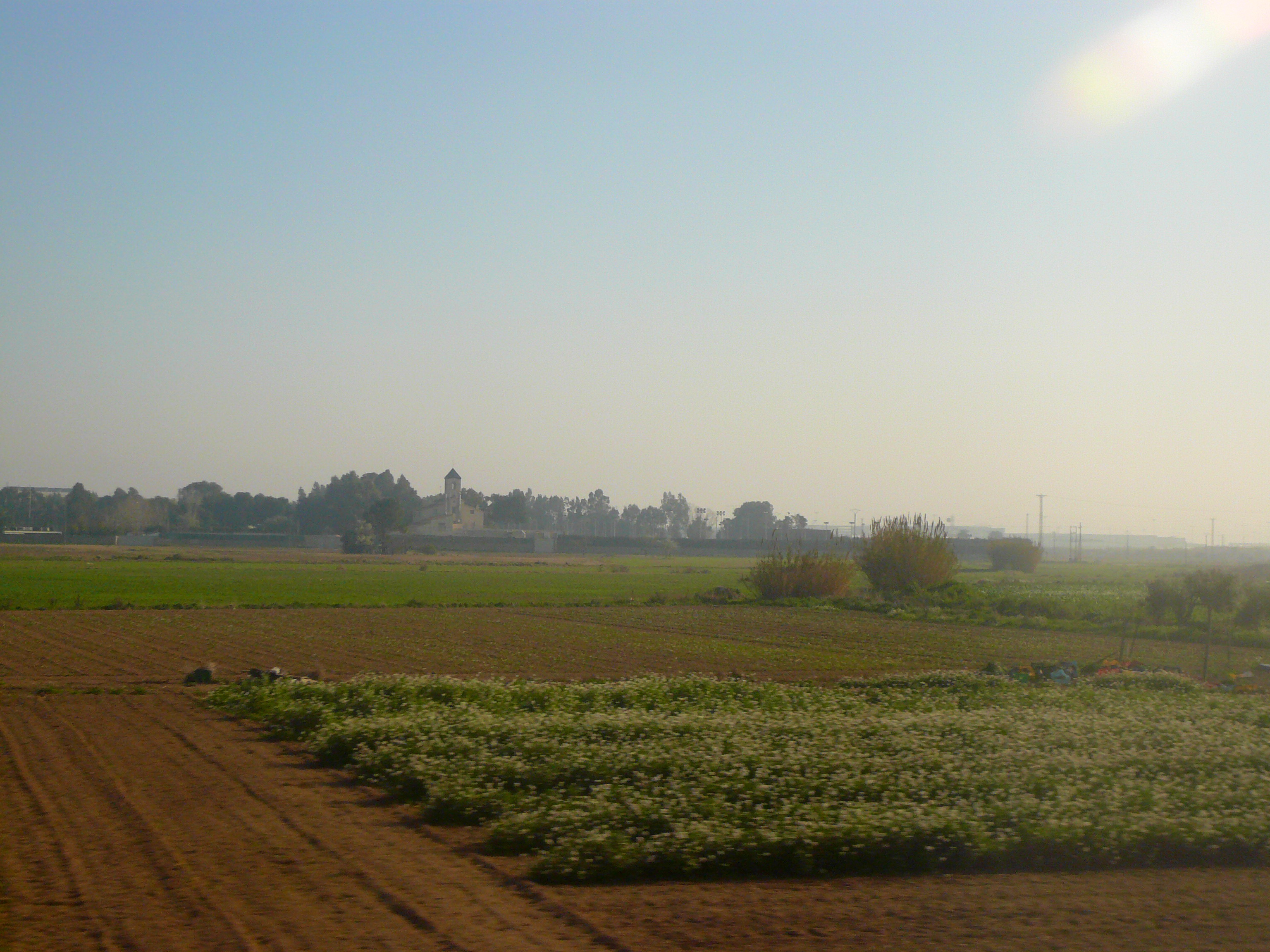
Campos del delta, El Prat de Llobregat.

El delta del Llobregat es una llanura aluvial situada en la desembocadura del río del mismo nombre, en Cataluña. El río, al llegar al mar, conforma un delta de 98 km², casi el mismo tamaño que la ciudad de Barcelona.
De forma redondeada, es el segundo delta más extenso de Cataluña y está considerado de importancia internacional por la Unión Europea. En 2014 fue declarado ZEC (Zona de Especial Conservación).

## De qué está formado
El delta del Llobregat está formado por una extensa llanura que ocupa 98 km² entre el macizo del Garraf y Montjuïc, y el congosto de Sant Andreu de la Barca al norte. Se forma en una época reciente: aparece en épocas romanas y va creciendo hasta el siglo XIX. Ha tenido diferentes bocas de río que con el tiempo han ido creando lagunas litorales.

## Situación
Sus coordenadas son: 41°16' y 41°25' latitud sur y 1°58' a 2°10' longitud este. Está situado entre las áreas montañosas de Montjuïc, Collserola, Garraf y l'Ordal, y se distribuye en dos comarcas: el Bajo Llobregat y el Barcelonés.Se sitúa cerca de Barcelona ciudad.

## Historia geológica
Geológicamente, el delta está formado por materiales de edad Pleistocena a Holocena que descansan discordantemente encima de materiales que varían desde el Paleozoico al Plioceno. Se han definido cuatro deltas, en progresión cronológica, de los cuales los tres deltas más antiguos se encuentran en la actualidad debajo del mar y se enlazan con el Complejo Detrítico Inferior.
El delta actual, también llamado Complejo Deltaico, es el resultado de la transgresión holocena y consiste en arenas, gravas y limos que han ido avanzando hacia el mar desde hace aproximadamente 6000 años. En el techo de las arenas y gravas se dispone un nivel variable de arcillas rojas y grises que corresponden a la llanura deltaica. El Cuaternario antiguo consta de los tres complejos deltaicos anteriormente mencionados, en los que la línea de costa se habría hallado unos 30 km mar adentro a partir de la actual línea de costa, cuando el nivel del mar estaba a unos 124 m por debajo del presente. 
Los sedimentos Cuaternarios antiguos son fluviales, de pie de monte, de marisma, y lagunares caracterizados por litologías muy variadas como conglomerados con matriz arcillosa, arenas y limos, así como antiguos suelos. Estos sedimentos se alternan verticalmente y lateralmente de tal forma que su conectividad es poco conocida.

## Descripción
En el delta coexisten diversos hábitats. Desde el mar hacia el interior, pueden distinguirse el sector sumergido de la plataforma continental (visible desde la costa), la playa (arenosa y llana, cuyo estado de conservación varía de un lugar a otro), el pinar costero (semicolonizado por el hombre) y el resto del territorio, formado principalmente por cultivos hortofrutícolas, eriales y zonas urbanizadas, así como unos pocos humedales. Estos se hallan concentrados en las áreas más cercanas a la costa, donde subsisten algunas lagunas de agua salobre. La Ricarda y El Remolar son las más grandes e importantes.

## Fauna
Las pocas lagunas son un importante área de nidificación y de paso migratorio para muchas aves. El delta está situado en plena ruta migratoria del Mediterráneo occidental. Actualmente no hay muchos peces, pero sí gran diversidad de invertebrados. Destaca, igualmente, la vuelta de la nutria tras más de 60 años
Cabe remarcar el interés ornítico de los ambientes palustres del delta del Llobregat, que conserva un conjunto de biotopos muy importantes para la avifauna (cañaverales, masas de agua). La ornitofauna, tanto de paso en sus migraciones estacionales como la sedentaria e invernante, presenta una notable diversidad. Son numerosas las especies que han sido observadas (355) con importantes poblaciones nidificantes de anátidos y limícolas: pato de collar (Anas platyrhynchos), cigüeñuela común (Himantopus himantopus), chorlitejo patinegro (Charadrius alexandrinus) y otros. Resaltan algunas especies muy frágiles o escasas en Cataluña, como la garcilla cangrejera (Ardeola ralloides), la garza imperial (Ardea purpurea), y el avetoro común (Botaurus stellaris), entre otros.
Sobresalen, asimismo, los densos poblamientos litorales de lagartijas, como el lagartijo pequeño (Psammodromus hispanicus). El  galápago leproso (Mauremys leprosa) también está presente en el Espacio. Los pescados de las zonas salobres también cuentan con elementos interesantes, como por ejemplo el fartet (Aphanius iberus).
La fauna invertebrada de las aguas salobres está muy bien representada, con algunos elementos remarcables (varias especies de crustáceos) constituyentes del plancton. Se tiene que remarcar también la singularidad, por su rareza, de varias especies de invertebrados propias de los lugares secos y zonas arenosas: coleópteros (Iberodorcadion suturale, Cicindella germánica sp catalaunica), moluscos (Ferussacia disparata), lepidópteros (Laelia coenosa), heterópteros (Schidium tibbu, Politoxus siculus), etc.
Los biomas marinos de este Espacio son representantes de las zonas litorales con fondos de barro y arena. Finalmente, hay que señalar que el conjunto de las zonas húmedas del delta del Llobregat conservan todavía una importante muestra de los ecosistemas típicos de estos ambientes extremadamente frágiles y muy malogrados, poco representados en Cataluña.

## Demografía
En el delta del Llobregat están las siguientes ciudades: El Prat de Llobregat, San Baudilio de Llobregat, Viladecans, Gavá, Castelldefels, Cornellá de Llobregat en el Bajo Llobregat, y Hospitalet de Llobregat y Barcelona en el Barcelonés. En total son más de 575 000 personas las que viven en el delta..

## Amenazas
El territorio del delta, como humedal y espacio de nidificación de aves, se ha ido reduciendo progresivamente debido a una activa y numerosa presencia humana. En las directrices para el planeamiento de las infraestructuras en el Delta del Llobregat, publicado en el BOE del 8 de junio de 1994, se incluyeron una serie de obras que afectaban al delta del río. Entre ellas se incluyen: canalización del río, construcción de una depuradora, construcción de una incineradora de residuos, creación de la Zona de Actividades Logísticas del puerto de Barcelona en territorio de El Prat de Llobregat y la ampliación del aeropuerto de El Prat de Llobregat con una tercera pista. De todas esas obras la única no ejecutada es la construcción de la incineradora.
Los grupos ecologistas denuncian el mal estado del delta y la protección insuficiente del mismo. La superficie protegida a día de hoy es de sólo el 10% y cualquier ampliación de la protección ha sido rechazada. Tampoco se ha incorporado al delta en el Convenio Ramsar de humedales, en el cual se incluyen los humedales del delta del Ebro, el de Doñana o los «Aiguamolls de l'Empordà».
La cantidad de aves ha disminuido drásticamente desde el año 2002. En el 2002 la población de patos era de 5000 ejemplares de los cuales 3123 eran de cuello verde. En el año 2007 se contabilizaba cerca de la mitad de patos. En el año 2015 se han censado 1554 patos de los cuales 191 son de cuello verde. Siendo una especie en crecimiento en Cataluña, se apuntan como causas de la reducción de la población una política de caza intensa y significativa, incluso dentro de los espacios protegidos mediante ZEPA y en época reproductora.
Hoy la extensión del delta, ya muy limitada, puede disminuir aún más por la ampliación del Aeropuerto, zonas logísticas anexas al aeropuerto, las obras de la alta velocidad y la construcción de edificios para oficinas. Con la construcción de la tercera pista del aeropuerto una gran parte de la llamada Pineda de Can Camins y de las zonas verdes del campo de golf fueron arrasadas. De la zona de pinar se llegaron a cortar 15 000 árboles. Actualmente se está planteando la construcción de una cuarta pista sobre el mar, lo que a buen seguro llevaría a la urbanización total del frente litoral de El Prat de Llobregat.

## Lugares importantes
- Aeropuerto de Barcelona (El Prat de Llobregat-S. Baudilio de Llobregat-Viladecans)
- Viladecans
- Gavá
- Castelldefels
- Iglesia de San Baldirio (S. Baudilio de Llobregat)
- Termas Romanas (S. Baudilio de Llobregat)
- Reserva natural del Delta del Llobregat